# Mali i Mesit
Mali i Mesit är ett berg i Albanien. Det ligger i den sydöstra delen av landet, 140 km sydost om huvudstaden Tirana. Toppen på Mali i Mesit är 2 480 meter över havet, eller 156 meter över den omgivande terrängen. Bredden vid basen är 0,81 km.
Terrängen runt Mali i Mesit är varierad.  Runt Mali i Mesit är det mycket glesbefolkat, med 4 invånare per kvadratkilometer.. 
I omgivningarna runt Mali i Mesit växer i huvudsak blandskog.